# Gerald Hass
Gerald Hass (* 10. August 1934 in Berlin als Gerhard Hass) ist ein Professor für Medizin an der Harvard University und Begründer einer Klinik für Arme im Süden von Boston.

## Leben
Gerhard Hass wuchs als zweiter von drei Söhnen in einer wohlhabenden jüdischen Unternehmerfamilie in Berlin-Tiergarten auf. Sein Großvater Chaim Hass führte ein erfolgreiches Unternehmen zur Herstellung von hochwertigen Daunendecken. 1938 wurde das Unternehmen enteignet. Daraufhin emigrierte die Familie über Frankreich nach London. Der Großvater blieb in Deutschland und überlebte die Judenverfolgung unter dem Namen Karl Gottschalk auf einem Gut in Brandenburg. Er folgte der Familie 1946 nach London.
Hass studierte am London Hospital Medical College Medizin und setzte seine Studien ab 1962 in Boston fort. Danach nahm er eine Tätigkeit als Kindarzt in London auf und war zugleich als Dozent tätig. 1966 ging er erneut nach Boston und ließ sich dort als Kinderarzt nieder. 1969 gründete er mit Melvin Scovell, einem lokalen Schuhproduzenten, zunächst in den Kellerräumen einer Kirche im Bostoner Süden eine Klinik, in der jeder behandelt wurde, auch wenn er nicht zahlen konnte. Im Laufe der Zeit entstand das South End Community Health Center mit mehreren hundert Mitarbeitern, in dem Hass als Physician-in-chief tätig ist.
Hass erhielt zugleich einen Ruf der Harvard University, wo er am Children’s Hospital Boston als Assistant clinical professor of pediatrics der Harvard Medical School tätig war.
Gerhard Hass ist verheiratet und hat drei Töchter.